# TNT (TNT)
TNT è il primo album in studio dei TNT, uscito nel 1982 per l'Etichetta discografica PolyGram Records.

## Tracce
1. Harley Davidson (Ingebrigtsen, Alfheim) 4:05
2. USA (Ingebrigtsen, Le Tekro, Alfheim) 3:38
3. Bakgårdsrotter (Ingebrigtsen, Alfheim) 3:15
4. Etyde i Fuzz-Moll (Tekro) 1:16
5. Eddie (Ingebrigtsen, Alfheim) 4:47
6. Showet Er I Gang (Ingebrigtsen, Alfheim) 3:36
7. Pirrende Irene (Ingebrigtsen, Alfheim) 3:29
8. Mafia (Ingebrigtsen, Tekro, Alfheim) 3:07
9. Eventyr (Ingebrigtsen, Alfheim) 3:42
10. Varmt & Hardt (Ingebrigtsen, Alfheim) 4:05

## Formazione
- Dag Ingebrigtsen - voce
- Ronni Lé Tekrø - chitarre
- Steinar Eikum - basso
- Diesel Dahl - batteria